# Kryniczno (przystanek kolejowy)
Kryniczno – dawny wąskotorowy przystanek osobowy w Krynicznie, w gminie Wisznia Mała, w powiecie trzebnickim, w województwie dolnośląskim, w Polsce. Został otwarty w 1898, a zamknięty w 1967 roku.